# Pseudoaugeneriella brevirama
Pseudoaugeneriella brevirama är en ringmaskart som beskrevs av Fitzhugh 1999. Pseudoaugeneriella brevirama ingår i släktet Pseudoaugeneriella och familjen Sabellidae. Inga underarter finns listade i Catalogue of Life.